# Blândești
Blândești – wieś w Rumunii, w okręgu Botoszany, w gminie Blândești. W 2011 roku liczyła 759 mieszkańców.